# Hans Minder
Hans Minder   (28 d'agost de 1908 - valor desconegut) va ser un lluitador suís, especialista en lluita lliure, que va competir durant la dècada de 1920.
El 1928 va prendre part en els Jocs Olímpics d'Amsterdam, on guanyà la medalla de bronze en la competició del pes ploma del programa lluita lliure.